# Scopula diffluata
Scopula diffluata är en fjärilsart som beskrevs av Hans Reisser 1961. Scopula diffluata ingår i släktet Scopula och familjen mätare. Inga underarter finns listade.